# Helmina von Chézy

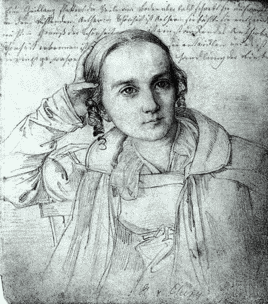
Helmina von Chézy (Zeichnung von Wilhelm Hensel)

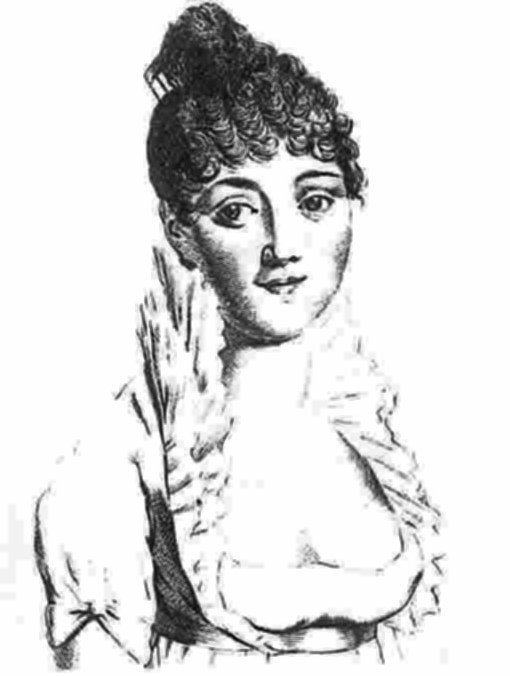
Helmina von Chézy

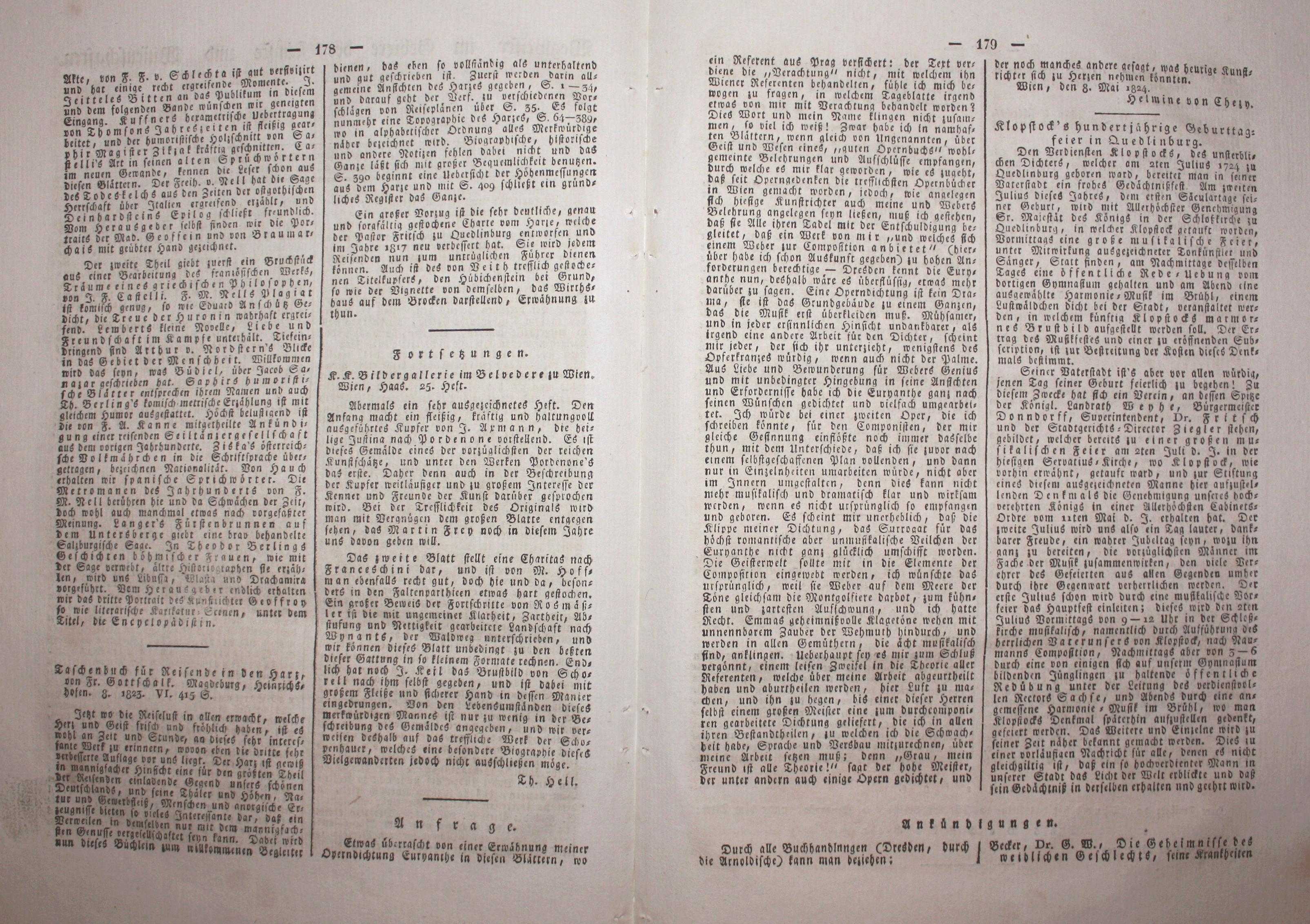
Leserbrief von Chézys in einer Beilage zur Dresdner Abend-Zeitung, 1824

Helmina von Chézy, auch Helmine v. Chezy, geb. von Klencke, auch Sylvandra, eigentl. Wilhelmine Christiane de Chézy, (* 26. Januar 1783 in Berlin; † 28. Januar 1856 in Genf) war eine deutsche Journalistin, Dichterin und Librettistin.

## Leben
Helmina von Chézy war eine Tochter der Dichterin Caroline Louise von Klencke und des preußischen Offiziers Karl Friedrich von Klencke. Ihre Großmutter mütterlicherseits war die Dichterin Anna Louisa Karsch. Bei der Geburt von Helmina von Chézy waren ihre Eltern bereits geschieden, und so wurde sie zeitweise von ihrer Großmutter erzogen. Mit 14 Jahren gab Chézy 1797 ihr Debüt als Schriftstellerin.
1799 heiratete sie den Freiherrn Gustav von Hastfer, aber diese Ehe wurde bereits im darauffolgenden Jahr geschieden. Als „W. v. Klenck verehel. gewesene v. Hastfer“ verließ sie am 24. Mai 1801 Berlin und übersiedelte nach Paris, anderthalb Jahre vor dem Tod ihrer Mutter. Dort arbeitete sie für verschiedene deutsche Zeitungen als Korrespondentin. In den Jahren 1803 bis 1807 gab sie in eigener Verantwortung die Zeitschrift Französische Miszellen heraus. Da sie sehr kritisch über die politischen Ereignisse schrieb, bekam sie immer wieder Schwierigkeiten mit der Zensur.
Durch Friedrich Schlegel, mit dessen Frau Dorothea sie in Paris eng befreundet war, lernte sie den Orientalisten Antoine-Léonard de Chézy kennen und heiratete ihn 1805. Mit ihm hatte sie zwei Söhne: den späteren Schriftsteller Wilhelm Theodor von Chézy und den Maler Max von Chézy. 1810 übersetzte sie zusammen mit Adelbert von Chamisso Vorlesungen von August Wilhelm Schlegel vom Französischen ins Deutsche. Mit Chamisso und Joseph von Hammer-Purgstall hatte sie kurze Affären – und wahrscheinlich von Hammer ihren dritten Sohn Leopold (*/† 1811) – und blieb mit beiden zeitlebens in Briefkontakt.
Ihre Ehe mit Chézy verlief ebenfalls unglücklich. 1810 trennte sie sich von ihm und ging nach Deutschland zurück. Hier lebte sie abwechselnd in Heidelberg, Frankfurt am Main, Aschaffenburg und Amorbach; ab 1812 wohnte sie in Darmstadt.
In und nach den Befreiungskriegen arbeitete sie in den Lazaretten von Köln und Namur (Wallonien). Als Chézy die dort herrschenden Zustände 1816 öffentlich kritisierte, wurde sie wegen Verleumdung der Invaliden-Prüfungs-Kommission angeklagt. Während dieser Monate verbrachte sie unter anderem Zeit mit Otto von Kotzebue, Luise Hensel, den Clemens Brentano, Görres und Hitzig. Das Berliner Kammergericht unter dem Vorsitz von E.T.A. Hoffmann sprach sie schließlich von dem Vergehen frei. Chézy engagierte sich schon früh für invalid gewordene Soldaten. So veröffentlichte sie bereits 1813 und 1817 Schriften „Herausgegeben zur Unterstützung verwundeter Vaterlandsverteidiger“ und beteiligte sich auch 1817/1818 an dem von Friedrich Wilhelm Gubitz Benefizprojekt „Gaben der Milde. Zum Vortheil des vaterländischen Vereins für hülflose Krieger“. Hierfür veröffentlichte sie in dem ersten Bändchen der „Gaben der Milde“ die Novelle „Der Sieg der Treue. Eine Novelle, nach dem Spanischen.“
Ab 1817 lebte Chézy in Dresden und wurde dort auch Mitglied des Dresdner Liederkreises und schrieb hier das Libretto für Carl Maria von Webers „Große heroisch-romantische Oper“ Euryanthe. Auch einige ihrer Gedichte wurden vertont (Ach, wie ist’s möglich dann,/ Daß ich dich lassen kann, / Hab’ dich von Herzen lieb, / das glaube mir). Franz Schubert schrieb die Schauspielmusik zu ihrem Drama Rosamunde, Fürstin von Cypern, das bei der Uraufführung am Theater an der Wien am 20. Dezember 1823 durchfiel und nur eine zweite Aufführung sah, 1824 aber auch am Isartortheater in München gespielt wurde (jedoch mit einer Bühnenmusik von Philipp Jakob Röth). Es galt bis vor wenigen Jahren als verschollen. Das darin enthaltene Gedicht Der Vollmond strahlt auf Bergeshöh’n (in Schuberts Vertonung separat mit Klavierbegleitung als Romanze der Axa bekannt geworden) wurde auch von Charles Ives vertont. In ihrer Dichtung blieb Chézy der romantischen Schule verhaftet.
Kurz vor der Uraufführung von Euryanthe und Rosamunde siedelte sie im August 1823 nach Wien über. 1826 engagierte sich Chézy zum wiederholten Male für soziale Belange, diesmal für die Salinenarbeiter des Salzkammergutes. Um 1828/1829 trennten sich erstmals die Söhne von ihr, Max ging zur weiteren Ausbildung zum Vater nach Paris, Wilhelm studierte in München, ihm folgte sie wenig später. Mit dem Tod ihres Mannes (1832) war die Sicherheit der jährlichen Grundversorgung dahin, und sie konnte nur mit Mühe an den wissenschaftlichen sowie privaten Nachlass Chézys und eine kleine Rente aus Paris gelangen. Neuerlich ließ sie sich in München nieder, diesmal mit Max, der mit ihr auch 1843 nach Heidelberg zog. Dagegen kam es bald zum endgültigen Zerwürfnis mit Wilhelm, der mit seiner Familie in Baden-Baden lebte. Der Tod von Max im Jahr 1846 erschütterte sie so, dass sie danach kaum mehr zu schriftstellerischer Arbeit Muße fand, aber etwa 1848 in Straßburg einen Georg Herwegh dafür gewinnen wollte, zur Einführung der Demokratie in Deutschland auf Gewalt und revolutionäre Mittel zu verzichten.
Immer wieder bemühte sie sich darum, ihre Kontakte zur Redaktion des Morgenblattes wiederzubeleben, um erneut als Autorin oder Korrespondentin tätig werden zu können, was möglicherweise schon deshalb fehlschlug, weil dort seit vielen Jahren ihr Sohn Wilhelm erfolgreich wirkte. Offenbar wimmelte man ihre Gesuche mit recht fadenscheinigen Gründen und dem Hinweis auf ihre mangelnde Erreichbarkeit ab, und deshalb fühlte sie sich bemüßigt, ihre Wohnorte der vergangenen Jahre aufzulisten, was für biographische Würdigungen bislang nicht herangezogen wurde.

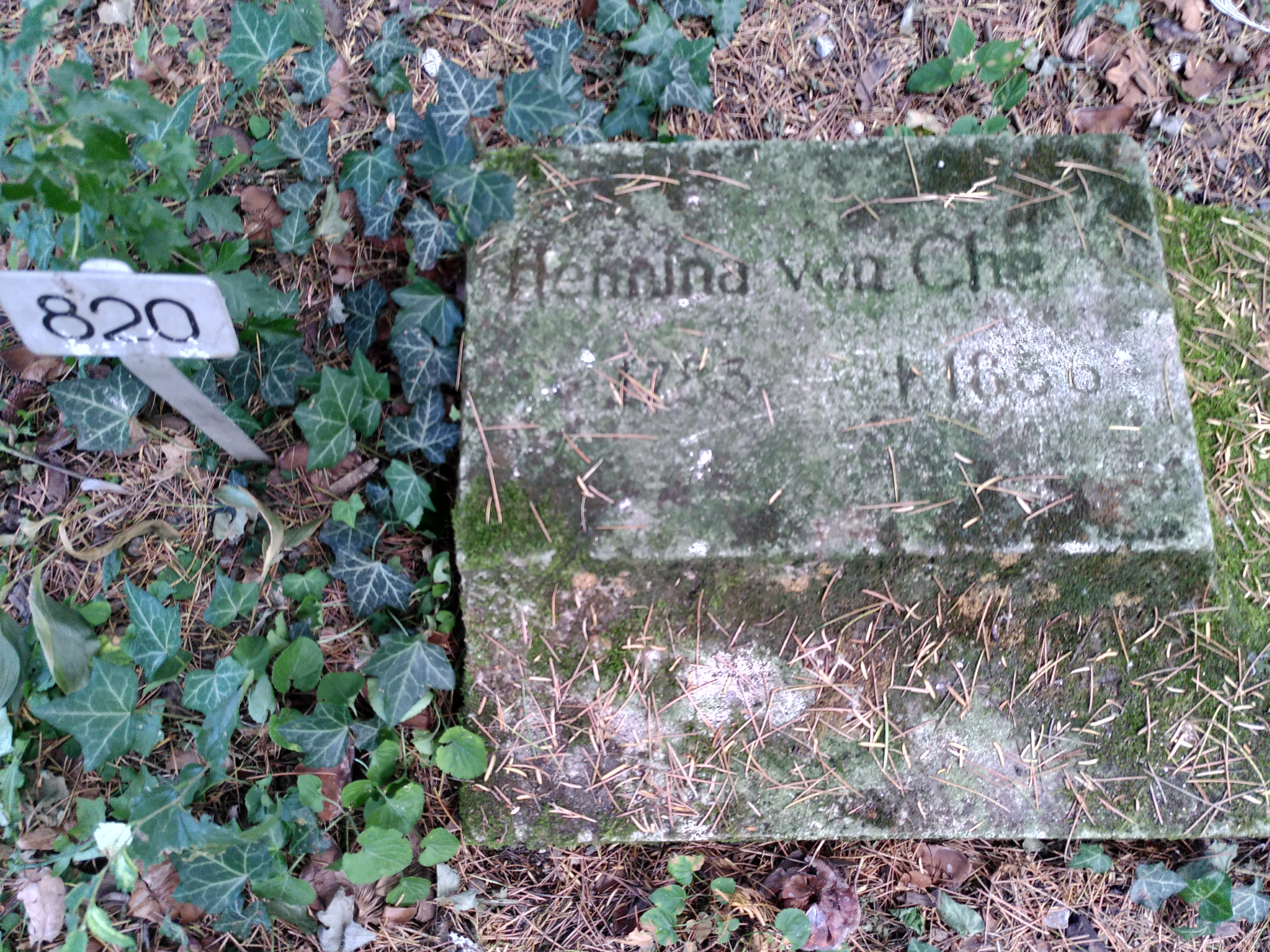
Grabstein von Helmina von Chézy (2025)

1852 ließ sie sich in Genf nieder, in der trügerischen Hoffnung, durch namhafte Ärzte der drohenden Erblindung zu entgehen. Die Tiedge-Stiftung für sächsische und preußische bedürftige Schriftsteller und Künstler männlichen und weiblichen Geschlechts versorgte Helmina von Chézy mit einer kleinen Pension. Der zu ihrer Pflege herbeigeeilten Großnichte Bertha Borngräber konnte sie 1853–1855 noch ihre Memoiren diktieren, deren Manuskript sie zur redaktionellen Durchsicht auch nach Berlin an Karl August Varnhagen von Ense sandte.
Am 28. Januar 1856 starb Helmina von Chézy im Alter von 73 Jahren in Genf. Ihr Grabstein befindet sich im Friedhof der Genfer Prominenz, dem Cimetière des Rois.

## Urteile über Helmina von Chézy
Am 30. Oktober 1823 schreibt Karl Ludwig Costenoble in sein Tagebuch:

„Weber erzählte von der Habsucht der Chezy und schloss seine Bemerkungen mit den Worten: ›Sie ist eine gute, angenehme Dichterin, aber eine unausstehliche Frau.‹“

Viel differenzierter urteilte Karl August Varnhagen von Ense:

„Als Helferin, Aufstörerin, Vermittlerin bei Vornehmen, hat sie große Ähnlichkeit mit Bettina von Arnim; die Antriebe, die Erfolge, die Verdrüsse, alles von derselben Art. Sonst aber große Unähnlichkeit theils zum Vortheil Bettina’s, theils zum großen Vortheil Helmina’s.“

## Werke
- Geschichte der tugendsamen Euryanthe von Savoyen. Leipzig 1804. Libretto
- Leben und romantische Dichtungen der Tochter der Karschin (1805)
- Leben und Kunst in Paris seit Napoleon I. Weimar 1805, 1807 (2 Bände)
- Erinnerungen aus meinem Leben, bis 1811 Online
- Gedichte der Enkelin der Karschin (2 Bände, Aschaffenburg 1812)
- Blumen in die Lorbeeren von Deutschlands Rettern gewunden. Zur Erinnerung des Deklamatoriums (1813)
- Die Silberlocke im Brief. Schauspiel nach Calderóns ‚Urania‘ (1815)
- Gemälde von Heidelberg, Mannheim, Schwetzingen, dem Odenwalde und dem Neckarthale. Ein Wegweiser für Reisende und Freunde in dieser Gegend (1816)
- Neue auserlesene Schriften der Enkelin der Karschin. Heidelberg 1817 (Band 1 – Internet Archive / Band 2 – Internet Archive)
- Emmas Prüfungen. (Erzählung, Heidelberg 1817)
- Emma und Eginhard. (Druck 1817)
- Der Sieg der Treue. Eine Novelle, nach dem Spanischen. In: Gaben der Milde. Erstes Bändchen. Mit Beiträgen von Helmina von Chezy, de la Motte-Fouqué, Franz Horn, Gustav Jördens, Karl Stein, und der Verfasserin von »Juliens Briefe.« Für die Bücher-Verloosung zum »zum Vortheil hülfloser Krieger« herausgegeben von F. W. Gubitz. Erstes Bändchen. Berlin, 1817. S. 67–103. Online im Münchener Digitalisierungs Zentrum (MDZ)
- Blumen der Liebe auf der Sarg der früh verklärten Lodoiska Freyin von Oelsen (1818)
- Altschottische Romanzen (als Herausgeberin, 1818)
- Aurikeln. Eine Blumengabe von deutschen Händen. Mit Selbstbiographie. (1818)
- Iduna. Schriften deutscher Frauen gewidmet den Frauen. (Mitherausgeberin als Teil eines „Vereins deutscher Schriftstellerinnen“, 2 Bände 1820)
- Die drei weißen Rosen (in der Urania, 1821)
- Erzählungen und Novellen. Leipzig 1822 (2 Bände)
  - Siegfried und Wallburg; Die Probe; Die Begegnung, Ernst von Felseck, Rosalba, Bilder-Zauber, Kühnheit, Liebe und Glück, Die wunderbare Kur
  - Liebe ist stärker als der Tod, Die Seelenmesse, Die Rettung, Die Ahnenbilder, Achilles und Swanelind, Die freiwillige Sklavin, Die Unterhändlerin ihrer selbst, Graf Lukanor
- Euryanthe. Große romantische Oper (1824)
- Der Wunderquell. Eine dramatische Kleinigkeit (1824)
- Esslair in Wien (1824)
- Stundenblumen. (Sammlung von Erzählungen und Novellen, 4 Bände, Wien 1824–27)
- Jugendgeschichte. Leben und Ansichten eines papiernen Kragens, von ihm selbst erzählt. (1829)
- Novellenkranz deutscher Dichterinnen. Erster Kranz aus Beiträgen von H. v. C., Elise von Hohenhausen, S. May, Henriette von Montenglaut gewunden von C. Niedmann. (1829)
- Herzenstöne auf Pilgerwegen. (Geschichte, Sulzbach 1833)
- Norika. Neues ausführliches Handbuch für Alpenwanderer und Reisende durch das Hochland von Österreich ob der Enns, Salzburg, die Gastein, die Kammergüter, Lilienfeld, Mariazell, St. Florian und die obere Steyermark (1833)[13]
- Überlieferungen und Umrisse aus Napoleons Tagen, Teil 2–4, in: Der Freihafen 3, Heft 3 und 4 und Der Freihafen 4, Heft I, 1840/41.
- Unvergessenes. Denkwürdigkeiten aus dem Leben von H. v. C. Von ihr selbst erzählt. Leipzig 1858, 2 Bände (zeno.org).